# البرلمان العربي

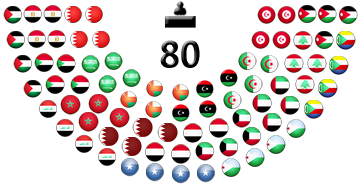
رسم توضيحي يُبَيِّن عدد مقاعد الدول الأعضاء في البرلمان العربي 2020
- 4 مقاعد مخصصة لمملكة البحرين
- 4 مقاعد مخصصة للمملكة العربية السعودية
- 4 مقاعد مخصصة لسلطنة عمان
- 4 مقاعد مخصصة لدولة ليبيا
- 4 مقاعد مخصصة لجمهورية الجزائر الديمقراطية الشعبية
- 4 مقاعد مخصصة للجمهورية التونسية
- 4 مقاعد مخصصة لجمهورية مصر العربية
- 4 مقاعد مخصصة لجمهورية السودان
- 4 مقاعد مخصصة للمملكة المغربية
- 4 مقاعد مخصصة لدولة قطر
- 4 مقاعد مخصصة للجمهورية اليمنية
- 4 مقاعد مخصصة لدولة الكويت
- 4 مقاعد مخصصة لدولة الإمارات العربية المتحدة
- 4 مقاعد مخصصة للجمهورية اللبنانية
- 4 مقاعد مخصصة للمملكة الأردنية الهاشمية
4 مقاعد مخصصة لدولة فلسطين
- 4 مقاعد مخصصة لجمهورية العراق
- 4 مقاعد مخصصة لجمهورية الصومال
- 4 مقاعد مخصصة لجمهورية جيبوتي
4 مقاعد مخصصة لجمهورية جزر القمر المتحدة

البرلمان العربي هو الهيئة التشريعية لجامعة الدول العربية. تم الاتفاق في مؤتمر القمة العربية عام 2001 في عمان، الدول العربية وافقت على إنشاء برلمان عربي، وطرح مشروع قرار لمنح الأمين العام لجامعة الدول العربية القدرة على إنشاء وبدأ البرلمان. في عام 2004، في مؤتمر القمة العربية العادية في الجزائر، وكان التاريخ الرسمي لجميع أعضاء الجامعة العربية وافقت على إرسال ممثل إلى المؤقتة جلسات البرلمان التي جرت في مقر جامعة الدول العربية في القاهرة مصر مع إرسال كل دولة عضو، أربعة أعضاء، لحين إكتمال إنشاء مجلس النواب بشكل دائم في دمشق في سوريا.

## الاختصاصات والمهام
حددت المادة الخامسة من النظام الأساسي لالبرلمان العربي صلاحياته واختصاصاته، وتنص هذه المادة على مايلي:
"يمارس البرلمان اختصاصاته بما يعزز العمل العربي المشترك، ويحقق التكامل الاقتصادي، والتكافل الاجتماعي والتنمية المستدامة وصولاً إلى تحقيق الوحدة العربية وعلى وجه الخصوص:
- على تعزيز العلاقات العربية العربية وتطوير أشكال العمل العربي المشترك وتدعيم آلياته والعمل على ضمان الأمن القومي العربي وتدعيم حقوق الانسان، وله تقديم التوصيات والاقتراحات التي يراها مناسبة لذلك.
- متابعة مسيرة العمل العربي المشترك وعقد جلسات استماع مع رؤساء المجالس الوزارية أو الأمين العام للجامعة أو رؤساء أو المدراء العامين بالمنظمات العربية المتخصصة.
- مناقشة المسائل التي يحيلها اليه مجلس الجامعة أو المجالس الوزارية أو الأمين العام للجامعة أو رؤساء أو مدراء المنظمات العربية المتخصصة، وابداء الرأي فيها، وله إصدار توصيات بشأنها لتكون أساساً عند إصدار المجالس المعنية للقرارات ذات العلاقة.
- توجيه الأسئلة كتابة إلى رؤساء المجالس الوزارية والأمين العام للجامعة وإلى مدراء المنظمات العربية المتخصصة وذلك في أي موضوع يدخل في اختصاصهم وعلى هذه الجهات الإجابة عن أسئلة الأعضاء خلال مدة يحددها النظام الداخلي.
- الموافقة على مشروعات القوانين الموحدة والاتفاقيات الجماعية العربية المحالة اليه وجوباً قبل إقرارها من مجلس الجامعة.
- النظر في مشروعات الموازنات والحسابات الختامية للأمانة العامة للجامعة قبل إقرارها من الجهات المختصة، وكذلك مراجعة الحسابات الختامية للمنظمات العربية المتخصصة.
- على المواءمة والتنسيق بين القوانين النافذة في الدول الأعضاء تمهيدا لتوحيدها وتبادل الخبرات التشريعية بين البرلمانات الوطنية أو ما يماثلها.
- والتنسيق مع البرلمانات الوطنية في الدول الأعضاء لتعزيز وترسيخ البعد الشعبى ودوره في مسيرة العمل العربى المشترك.
- التعاون مع المنظمات البرلمانية الإقليمية والدولية بما يخدم مصالح الأمة العربية ويصون السلم والأمن الدوليين.
- إقرار نظامه الداخلى وتعديله.
- إقرار ميزانيته وحسابه الختامى.
- إقرار أنظمته ولوائحه المالية والإدارية وتعديلها.

## الأهداف
وفقاً لما جاء في ديباجة النظام الأساسي للبرلمان العربي ولما قررته المادة الثانية من نظامه الداخلي يتولى البرلمان تحقيق الأهداف التالية:
1. إقامة نظام عربي يكون فضاءً لممارسة مبادئ الشورى والديمقراطية والحرية وحقوق الإنسان، وتكوين إطار جامع للتمثيل النيابي لأبناء الوطن العربي الواحد.
2. المشاركة الفاعلة في رسم السياسات العربية المشتركة، وإقامة نظام عربي متكامل؛ يحقق العدالة الاجتماعية، ويواجه التحديات، ويعزز التطورات التي تشهدها الأمة العربية.
3. المشاركة في تكوين وعي لدى الشعوب العربية بمسيرة العمل العربي المشترك، والمساهمة في تعزيز الأمن والسلم والاستقرار في المنطقة العربية.
4. تحقيق التكامل الاقتصادي والتكافل الاجتماعي والتنمية المستدامة، وصولاً إلى تحقيق الوحدة العربية.

## وسائل ممارسة الصلاحيات
فصلت المواد (4-15) من النظام الداخلي للبرلمان العربي إجراءات وقواعد مباشرته لصلاحياته واختصاصاته المنصوص عليها بالمادة الخامسة من نظامه الأساسي، وتشمل هذه الأساليب المتاحة لممارسة صلاحيات البرلمان مايلي:
1. مشروعات القوانين الموحدة والاتفاقيات الجماعية العربية التي تحال للبرلمان من الجامعة العربية ومنظماتها المتخصصة.
2. اقتراحات توحيد القوانين التي تقدم من أعضاء البرلمان العربي أو إحدى لجانه الدائمة.
3. التقارير والتوصيات في مجالات تعزيز العلاقات العربية العربية، وتطوير أشكال العمل العربي المشترك.
4. الأسئلة البرلمانية المكتوبة التي يوجهها أعضاء البرلمان العربي إلى رؤساء المجالس الوزارية والأمين العام للجامعة ورؤساء ومدراء عموم منظماتها المتخصصة.
5. اقتراحات أعضاء البرلمان التي يقدمونها مكتوبة بشأن المسائل التي تدخل في اختصاص البرلمان.
6. تقارير المتابعة الدورية التي تحال إلى البرلمان من جامعة الدول العربية ومجالسها الوزارية ومنظماتها المتخصصة حول مسيرة العمل العربي المشترك.
7. جلسات الاستماع التي يعقدها البرلمان مع رؤساء المجالس الوزارية أو أمين عام الجامعة أو رؤساء أو مدراء عموم المنظمات العربية المتخصصة.
8. طلبات المناقشة التي يطرحها أعضاء البرلمان لتبادل الرؤى مع رؤساء المجالس الوزارية أو المنظمات العربية المتخصصة.
9. نظر مشروعات الموازنات العامة والأمانة العامة لجامعة الدول العربية قبل اتخاذ اجراءات اعتمادها.
10. مراجعة الحسابات الختامية للأمانة العامة لجامعة الدول العربية ومنظماتها المتخصصة.
11. اتخاذ التدابير اللازمة لترسيخ البعد البرلماني الشعبي ودوره في مسيرة العمل العربي المشترك.
12. اتخاذ الوسائل الكفيلة بتعزيز التعاون والتنسيق مع البرلمانات الوطنية العربية.
13. اتخاذ الوسائل الكفيلة بتحقيق التعاون مع المنظمات والاتحادات البرلمانية الإقليمية والدولية.

## التشكيل وأحكام العضوية
يتكون البرلمان العربي من أربعة أعضاء لكل دولة عضو، ويراعى في ذلك تمثيل المرأة، حسبما تقضى بذلك المادتان الثالثة والرابعة من النظام الأساسي.
ويمثل عضو البرلمان الأمة العربية بأسرها، ويمارس مهامه بكل حرية واستقلال، وهناك ثلاثة طرق تعتمد عليها الدول الأعضاء في اختيار ممثليها في عضوية البرلمان العربي هي:
1. الاقتراع المباشر.
2. من قبل برلماناتهم الوطنية أو ما يماثلها في كل دولة عضو، على أن يكونوا أعضاء في برلماناتهم الوطنية أو ما يماثلها.
3. وفقا للنظام الدستورى والأنظمة الأساسية لكل دولة عضو، على أن يكونوا أعضاء في برلماناتهم الوطنية أو ما يماثلها.

ويتمتع عضو البرلمان العربي بالحصانة الموضوعية؛ فلا يساءل عما يبديه من آراء أثناء قيامه بمهامه أو بسببها، كما يتمتع بالحصانة الاجرائية؛ فلا يجوز اتخاذ أي إجراء جزئي مالم ترفع عنه الحصانة الا في حالة التلبس بالجريمة.

## أدوار الانعقاد ونظام الجلسات
يمتد الفصل التشريعي للبرلمان العربي لمدة أربعة أعوام، يتخللها أربعة أدوار انعقاد عادية، ويبدأ دور الانعقاد العادي خلال شهر أكتوبر، وينتهي خلال شهر يونيو من السنة التالية.
ويجوز للبرلمان أن يعقد دور انعقاد غير عادي بناءً على طلب رئيسه أو خمسة عشر عضواً من أعضائه.
وجلسات البرلمان علنية كقاعدة عامة، وتنعقد بدعوة من الرئيس في دولة المقر أو بمقر جامعة الدول العربية، ويجوز أن تنعقد أيضاً في إحدى الدول الأعضاء بناءً على طلب منها وموافقة مكتب البرلمان.
ويشترط لصحة انعقاد الجلسات حضور أكثر من نصف عدد أعضاء البرلمان، ويصدر قراراته بالأغلبية المطلقة للأعضاء الحاضرين، وذلك في غير الحالات التي تشترط فيها أغلبية خاصة.

## الرئاسة
- رئيس البرلمان:  محمد اليماحي
- النائب الأول:  سعد صليب العتيبي[3]
- النائب الثاني:  حسن بن علي المدحاني
- النائب الثالث:  شعلان عبدالجبار الكريم
- النائب الرابع:  حسن الطاهر البرغوثي

## الأمانة العامة
- الأمين العام الحالي:  شاغر

## رؤساء اللجان
- رئيس اللجنة التشريعية والقانونية وحقوق الإنسان:  يوسف رحمانية
- رئيس اللجنة السياسية والخارجية والامن القومي:  ظافر العاني
- رئيس لجنة الشؤون الاقتصادية والمالية:  انصاف على مايو
- رئيس اللجنة الاجتماعية والمرأة والشباب:  مستورة عبيد الشمري

## قائمة الأعضاء
تحتوي هذه القائمة على نواب البرلمان العربي ال84 في 2017.

يذكر أنه حاليا لا يوجد نواب عن سوريا.

| - فلسطين: أحمد صخر بسيسو - فلسطين: عزام نجيب الاحمد - فلسطين: كايد الغول - فلسطين: صالح محمد عوض ناصر - موريتانيا: السيد الشيخ ولد الداد - موريتانيا: الخليل ولد الطيب - موريتانيا: يعقوب بن محمدن - موريتانيا: محمد ولد الشيخ أبو المعالي - المغرب: محمد البكوري - المغرب: أحمد التويزري - المغرب: محمد الانصاري - المغرب: نبيل الاندلسي - قطر: عائشة يوسف عمر الحمد المناعي - قطر: مبارك بن غانم العلي - قطر: يوسف راشد الخاطر - قطر: ناصر خليل الجيدة - عُمان: راشد بن محمد راشد الشامسي | - عُمان: خميس بن سعيد السليمي - عُمان: مسلم بن علي بن محمد المعشني - عُمان: سالم الكعبي - الصومال: محمد عمر طلحة - الصومال: أحمد آدن عبد الرحمن - الصومال: نعمية محمد جعل - السودان: عبد الرحمن محمد علي سعيد - السودان: حامد محمد ادم حامد - السودان: محمد الامين إبراهيم محمد البيلي - السودان: رجاء حسن خليفة - تونس: أحمد المشرقي - تونس: عبد العزيز القطي - تونس: سفيان طوبال - تونس: نور الدين المرابطي - الإمارات العربية المتحدة: خالد علي أحمد بن زايد الفلاسي - الإمارات العربية المتحدة: عائشة سالم أحمد بن سمنوه - الإمارات العربية المتحدة: جاسم عبدالله عبدالرزاق عبدالله النقبي | - الإمارات العربية المتحدة: محمد احمد اليماحي - اليمن: مهدي علي عبد السلام - اليمن: علوي الباشا بن زبع - اليمن: إنصاف علي محمد - اليمن: صالح محمد عبود باعشر - الجزائر: عزيز بزاز - الجزائر: عبد الكريم قريشي - الجزائر: نور الدين السد - الجزائر: فوزية بن سحنون - البحرين: عبد الرحمن راشد بومجيد - البحرين: دلال جاسم الزايد - البحرين: عبد الرحمن محمد جمشير - البحرين: عادل عبدالرحمن العسومي - جزر القمر: عيسى سولي اممادي - جزر القمر: علي أحمد - جزر القمر: صفا حسين - جزر القمر: عبد الله أحمدي | - جيبوتي: حمد محمد ديني - جيبوتي: موسى يابه ورسمه - جيبوتي: ضرار علي العامري - جيبوتي: عبد الرحمن حسن ريالة - مصر: علاء عابد - مصر: أحمد عبد الواحد رسلان - مصر: شادية خضير الجمل - مصر: سعد سليم محمد الجمال - العراق: أحمد عبدالله محمد الجبوري - العراق: أحلام سالم ثجيل - العراق: محسن سعدون أحمد - العراق: عباس حسن البياتي - الأردن: خليل عطية - الأردن: فداء حمود - الأردن: منال الضمور - الأردن: عبدالكريم فيصل ضيف الله الدغمي | - السعودية: مستوره بنت عبيد بن لافي الشمري - السعودية: عبدالله بن علي بن محمد المنيف - السعودية: عبد الله بن عبد الكريم بن عبد الله السعدون - السعودية: مشعل بن فهم بن محمد السلمي - ليبيا: عبدالسلام عبدالله امحمد نصية - ليبيا: حسن الطاهر علي مصباح البرغوتي - ليبيا: أحلام محمد اللافي خليفة - ليبيا: أبوصلاح عبدالسلام ابوصلاح شلبي - الكويت: عسكر عويد العنزي - الكويت: خالد محمد العتيبي - الكويت: وليد الطبطبائي - الكويت: علي الدقباسي - لبنان: بهية الحريري - لبنان: روبير اسكندر غانم - لبنان: وليد نجيب الخوري - لبنان: علي يوسف خريس |

## وصلات خارجية
- الموقع الرسمي